# Erechthias acontotypa
Erechthias acontotypa är en fjärilsart som beskrevs av Turner 1926. Erechthias acontotypa ingår i släktet Erechthias och familjen äkta malar. Inga underarter finns listade i Catalogue of Life.